# Krywbass (Dorf)
Krywbass (ukrainisch Кривбас; russisch Кривбасс Kriwbass) ist ein Dorf in der ukrainischen Oblast Dnipropetrowsk im Rajon Krywyj Rih.
Das Dorf liegt 30 km westlich der Rajonshauptstadt Krywyj Rih und 12 km südlich der Siedlung städtischen Typs Chrystoforiwka nahe der Grenze zur Oblast Kirowohrad sowie zur Oblast Mykolajiw an der Eisenbahnstrecke von Krywyj Rih nach Dolynska im Rahmen der Bahnstrecke Pomitschna–Krywyj Rih.
Benannt ist das Dorf nach dem Eisenerzbecken, in dem es liegt, dem Krywbass.
Am 12. Juni 2020 wurde das Dorf ein Teil der neugegründeten Landgemeinde Losuwatka, bis dahin war es ein Teil der Landratsgemeinde Hejkiwka im Westen des Rajons Krywyj Rih.